# Kalinka, Kărdjali
Kalinka (în bulgară Калинка) este un sat în comuna Kărdjali, regiunea Kărdjali,  Bulgaria. 

## Demografie
Componența etnică a satului Kalinka
     Turci (17,77%)
     Bulgari (2,22%)
     Nicio identificare (80%)
     Altele (0%)
La recensământul din 2011, populația satului Kalinka era de 180 locuitori. Nu există o etnie majoritară, locuitorii fiind turci (17,77%) și bulgari (2,22%). Pentru 80% din locuitori nu este cunoscută apartenența etnică.